# Carlo Turcato
Carlo Turcato (* 22. September 1921 in Cervignano del Friuli; † 2. Juni 2017 in Padua) war ein italienischer Säbelfechter.

## Erfolge
Carlo Turcato nahm an den Olympischen Spielen 1948 in London teil. Im Einzel erreichte er die Halbfinalrunde, während er mit der italienischen Equipe den zweiten Rang hinter Ungarn belegte. So erhielt er gemeinsam mit Gastone Darè, Aldo Montano, Renzo Nostini, Vincenzo Pinton und Mauro Racca die Silbermedaille.